# ロルフ・リーム
ロルフ・リーム（Rolf Riehm、1937年 - ）は、ドイツの現代音楽の作曲家。

## 略歴
1937年ザールブリュッケン生まれ。楽器はオーボエを選びヴォルフガング・フォルトナーに師事したが、まもなくダルムシュタット講習会に参加し注目される。有名な作曲家連合である（グルッペ・アハト・ケルン）の同人となり、ベルント・アロイス・ツィンマーマンから次世代の筆頭と認定される。ヴィラ・マッシモ・ロームやヒンデミット賞などの受賞歴がある。長らく同僚のハンス・ツェンダーと共にフランクフルト音楽大学の作曲科の教授を務めていた。
主な作品として、アコーディオンのための「Push Pull」(1995)、リコーダーのための難曲「Weeds in Ophelia’s Hair – Ballad of a decaying memory」(1991)、オーケストラとテープのための「O Daddy」(1984)、全編に渡って指板タッピングで音楽をつむぐギターのための「Toccata Orpheus」(1990)などがある。
2000年代に入って京都ドイツ文化センターに来日し、個展が実現したが、それ以降は日本の演奏家からは遠ざかっている。2014年にこれまでの著作集が出版された。